# Маршалк, Карл Петрович
Карл Петрович Маршалк (1871 — 1936) — деятель правоохранительных органов Российской империи, последний начальник Московской сыскной полиции, первый начальник Московской уголовно-розыскной полиции и Московского уголовного розыска, коллежский советник (1916). Отец Н. К. Маршалка.

## Биография

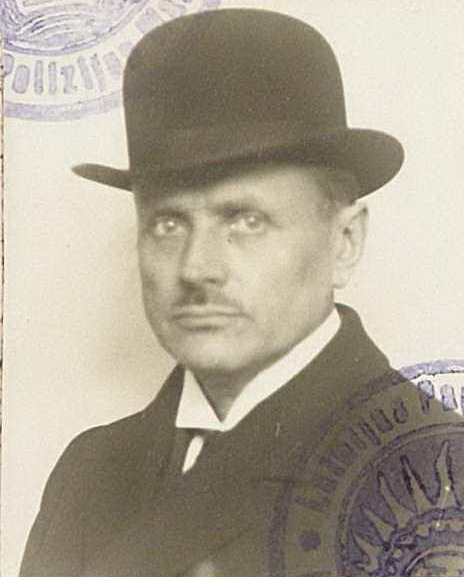
К. П. Маршалк, 20 апреля 1920.

Родился в немецкой семье лютеранского вероисповедания. После учёбы 16 марта 1891 года поступил на государственную службу, с 16 февраля 1895 на службе в полиции. В 1901 получил первый классный чин коллежского регистратора. С 1904 младший помощник Митаву-Баускавского уездного начальника Курляндской губернии по 3-му участку (Гросс-Эккау). В том же году становится исполняющим обязанности Опочецкого уездного исправника. С 1905 гола был полицмейстером города Псков. С 1906 года служил в сыскной полиции Санкт-Петербурга  помощником (заместителем) её начальника В. Г. Филиппова. В январе 1915 сменил А. Ф. Кошко на должности начальника сыскной полиции Москвы.
С большинством сотрудников остался работать и после 1917 года, предложив помощь в Комитете общественных организаций; в начале 1918 года успешно расследовал кражу ценностей из Патриаршей ризницы Московского Кремля. Непростые служебные отношения сложились с комиссаром К. Г. Розенталем, впоследствии начальником Центророзыска, и с комиссаром М. И. Роговым из Моссовета.
Однако летом того же года выехал в Прибалтику, затем по приглашению П. П. Скоропадского приехал в УНР и назначается начальником государственной стражи — киевским городским атаманом. И в том же году осенью занял должность градоначальника. Спустя примерно месяц, после захвата Киева армией УНР, в 1919 году стал помощником начальника управления внутренних войск во ВСЮР..
В 1920 году уехал в Берлин, где сотрудничал с В. Г. Орловым, одним из руководителей белой разведки, а потом в Варшаву, где занялся коммерцией. Акционерное общество "Карл Маршалк и Ко"  с 1922 года владело фабрикой красок и "Привислинскими строительно-механическими заводами" в Торуне, а с 1923 года стало заниматься экспортом леса в крупных размерах. Однако из-за инфляции лесной бизнес оказался неудачным, а в 1925 году выяснилось, что один из акционеров, начальник морского отделения польского военного министерства Ян Барташевич, вложил в него казенные деньги.  Начавшееся следствие также установило, что Барташевич за взятки размещал на предприятиях "Карл Маршалк и Ко"  заказы для военного министерства и продукция по этим заказам поставлялась "самого скверного качества". Маршалк предстал перед судом, был приговорен к 4 годам тюрьмы и подал на апелляцию, в результате которой срок наказания был уменьшен до 1 года. Но её результатов Карл Петрович дожидаться не стал, переехав, будучи латвийским гражданином с 1920 года, в Ригу, где организовал частное детективное бюро под названием "Частный детектив".  Умер от сердечного приступа, похоронен в Риге на Лесном кладбище.. Могила сохранилась.

### Семья
- Первая супруга — Люция Яковлевна Фогельман (07(19).06.1872 — 24.02.1920).
- Сын — Николай Карлович (2(14).10.1897 — 22.02.1951).
- Сын — Константин Карлович (1(14).??.1906 — 11.10.1976).
- Дочь — Лидия Карловна (13(26).05.1903 — 08.11.1997), одна из первых латвийских оперных певиц, сопрано.
- Имя и даты жизни второй супруги неизвестны, брак был заключен в Польше[10].
- Сын от второго брака - Станислав (1928- ?). 26 декабря 1932 года он с отцом неосторожно переходили трамвайную линию на бульваре Зигфрида Аннас Мейровица, однако вагоновожатый успел затормозить и спустить предохранительную решетку. Мальчик не пострадал, зато Карл Петрович получил серьезные ранения головы[12].

### Награды
- Орден Святой Анны III степени (1905).
- Орден Святого Владимира IV степени (1908).
- орден Святого Станислава II степени (1916).

## В культуре
- Кинофильм «Чёрный треугольник», выведен под именем Виталий Олегович Борин, роль исполняет А. В. Ромашин.